# Moedervlek

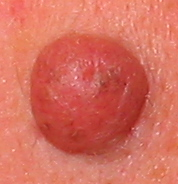

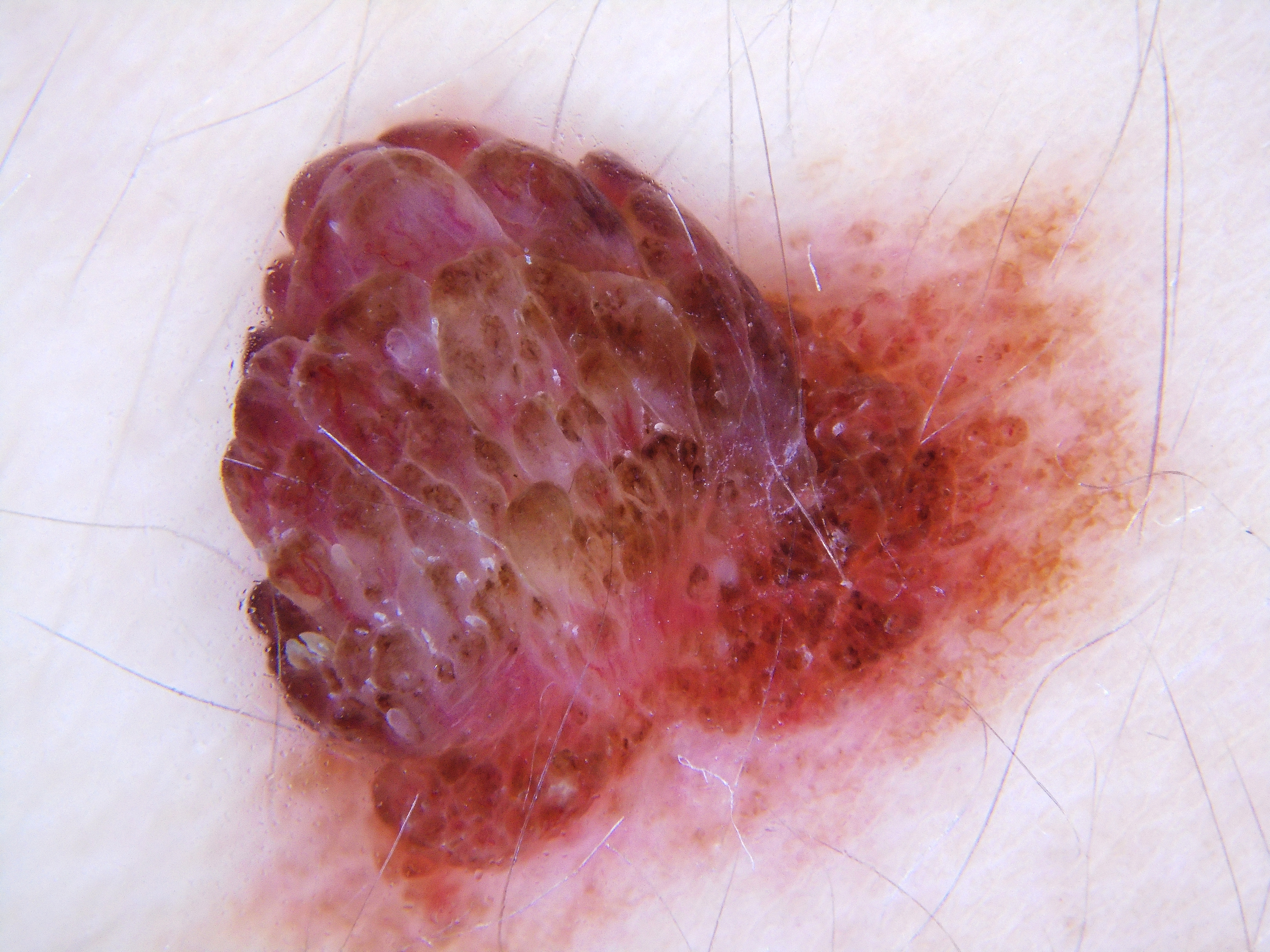
Intradermal melanocytic nevus (dermatoscopic image)

Een moedervlek is een zichtbare, meestal gepigmenteerde huidaandoening. Binnen de dermatologie wordt de betekenis van 'moedervlek' beperkt tot naevus  naevocellularis: plekken bestaande uit toename van pigmentvormende cellen, dus melanocyten of naevuscellen. (Er bestaan nog talloze andere huidaandoeningen die ook naevus genoemd worden.)
Hoewel de naam moedervlek wellicht suggereert dat de afwijking aangeboren is, is dit meestal niet het geval. De meeste baby's hebben nog geen zichtbare moedervlekken; ze beginnen in de eerste levensjaren te ontstaan.

## Naevus naevocellularis
Naevuscellen lijken sterk op melanocyten, maar er zijn verschillen: ze hebben minder dendrieten (uitlopers), liggen in groepjes in plaats van solitair en zijn meer geneigd tot productie en vasthouden van pigment. Er worden 3 hoofdgroepen naevi naevocellulares onderscheiden:
1. grensvlaknaevus, waarbij de naevuscellen gegroepeerd tegen de basale laag liggen. Is zichtbaar als een gepigmenteerde, niet-verheven vlek.
2. dermale naevus, waarbij de naevuscellen dieper in de dermis liggen. Is zichtbaar als een huidkleurig, niet-gepigmenteerd bobbeltje.
3. gecombineerde naevus, met beide eigenschappen. Is zichtbaar als een bruine, verheven bobbel.

Volgens de theorie van Unna maken moedervlekken gedurende het leven een soort evolutie door, beginnend als grensvlaknaevus, waarbij de cellen langzamerhand naar dieper in de dermis afzakken, en de afwijking als een vleeskleurige papel eindigt. Moedervlekken komen over het algemeen weinig voor op de handpalm en onder de voeten, omdat hier minder pigment aanwezig is dan op andere plaatsen van het lichaam. Het is echter wel mogelijk. Sommige moedervlekken kunnen 'ontaarden': overgaan in een kwaadaardige tumor, zie melanoom. Andere vormen van huidkanker ontstaan meestal in gewone huid, maar kunnen op moedervlekken lijken: zie basalecelcarcinoom en plaveiselcelcarcinoom.

## Bijzondere gepigmenteerdenaevi
Naast deze naevi zijn er bijzondere typen:
- Congenitale naevus: een moedervlek die al bij de geboorte aanwezig is. Grotere congenitale moedervlekken kunnen sterk behaard zijn, en worden daarom ook wel Tierfellnaevus genoemd. Bij grote congenitale naevi is de kans op het ontstaan van een melanoom in de naevus duidelijk verhoogd. Bij naevi kleiner dan 3 cm is daarvoor geen bewijs.[4]
- Spitznaevus: een gepigmenteerde of huidkleurige papel bij (vooral) kinderen, opgebouwd uit spoelvormige naevuscellen. De afwijking doet histologisch sterk aan een melanoom denken, maar is vrijwel zeker onschuldig.
- Blauwe naevus: is een dermale naevus die wél pigment maakt. Doordat dit pigment dieper ligt heeft de naevus een blauwe kleur.
- Halonaevus (naevus van Sutton): is een naevus naevocellularis omgeven door een ontkleurde ring (een halo dus). In deze ring is door een auto-immuunreactie het pigment uit de huid verdwenen. Het is te vergelijken met een beperkte vorm van vitiligo.
- Daarnaast zou ook een lentigo (levervlek) als moedervlek benoemd kunnen worden. Een lentigo is een scherp begrensde, wat gepigmenteerde vlek. In een lentigo is de hoeveelheid pigment in de basale laag keratinocyten toegenomen, maar het aantal melanocyten is normaal.

## Behandeling
Moedervlekken hoeven niet behandeld te worden. Als er verdenking is dat een gepigmenteerde afwijking misschien een melanoom zou kunnen zijn, wordt deze chirurgisch weggesneden, met rondom een marge van gezond weefsel van ten minste 2 mm. Blijkt het inderdaad een melanoom te zijn dan volgt een nieuwe operatie, waarbij een veel grotere marge (0,5 – 2 cm, afhankelijk van de breslowdikte van het melanoom) wordt weggehaald.
Als er geen verdenking op melanoom is kunnen verheven moedervlekken ook weggeschaafd worden. Als het wegschaven met een curette gebeurt, kan het weefsel nog door de patholoog onderzocht worden. Omdat de opbouw van de laesie vaak niet volledig beoordeeld kan worden, geeft dit minder zekerheid over de aard van de laesie (goedaardig of kwaadaardig). Het wegschaven kan ook met een elektrische lus gebeuren (elektrodissecatie), maar dan is er helemaal geen weefsel beschikbaar dat onderzocht kan worden.
Lasertherapie is voor moedervlekken minder geschikt. Alleen voor aangeboren reuzenmoedervlekken is afschaven met een weefselverdampende laser wel toegepast, maar het geeft uitgebreide littekenvorming.